# 抑扬格派

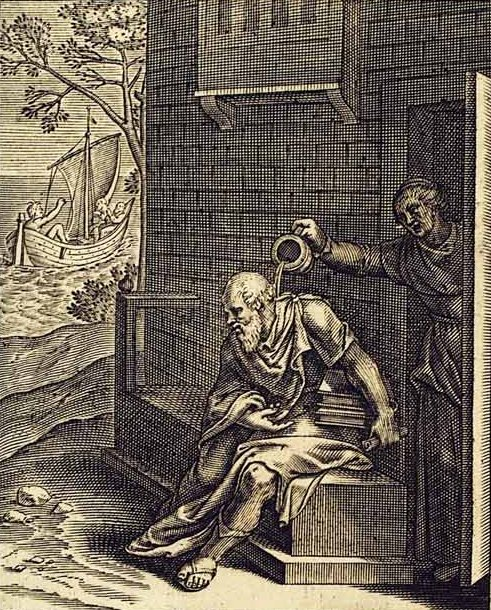
1607年的雕刻作品，展示苏格拉底在接收马桶的场景，远处一个年轻男子在船上欺负他的长辈。抑扬格派描绘了人类的丑陋和非英雄主义的一面。

抑扬格派，是古希腊抒情诗的一个流派。他们的作品使用的韵脚包括但不限于抑扬格。这个流派的起源可以追溯到对得墨忒耳与狄俄倪索斯的崇拜。流派语言具有无礼、下流的特征，有时它被称为“Blame poetry”。

## 内部链接
- 抒情诗

## 延伸阅读
- M. L. West, Studies in Greek Elegy and Iambus (1974) ISBN 3-11-004585-0.
- Kerkhecker, Arnd. Callimachus' Book of Iambi (OUP, 1999). ISBN 978-0-19-924006-7.